# Taplejung (distrito)
Taplejung é um distrito da zona de Mechi, no Nepal.